# Wikistrat
Wikistrat ist ein israelisch-US-amerikanisches Beratungsunternehmen, welches auf geopolitische Analysen spezialisiert ist. Es bezeichnet sich selbst als den weltweit ersten Crowdsourcing-Berater, der ein globales Netzwerk von über 5.000 Fachleuten und Experten nutzt. Die meisten Kunden von Wikistrat sind Regierungen oder Großunternehmen und das Unternehmen soll als eine Art privater Geheimdienst funktionieren und nachrichtendienstlich arbeiten. An dem Projekt beteiligt sind zahlreiche ehemalige hochrangige israelische und US-amerikanische Geheimdienstler, darunter auch der ehemalige NSA und CIA-Direktor Michael V. Hayden, 2018 Mitglied im Advisory Council. Zu den Klienten gehören die NATO, die US-Streitkräfte, die New York University und das Beratungsunternehmen Accenture.

## Funktionsweise
Anstatt eine feste Gruppe interner Analysten zu beschäftigen, unterhält Wikistrat ein Netzwerk aus Hunderten von Wissenschaftlern, Beratern, Journalisten und pensionierten Regierungs- und Militärangehörigen, die kollaborativ über die Online-Plattform von Wikistrat zusammenarbeiten. Die Mitwirkenden werden zur Teilnahme an einem bestimmten Projekt eingeladen, wenn sie über einschlägige Fachkenntnisse verfügen, und jeder Einzelne wird für seine Zeit vergütet. Die Analysten können Einladungen von Fall zu Fall annehmen oder ablehnen. Das Unternehmen nutzt Gamification, um Analysten zur Teilnahme zu motivieren, bei dem Analysten neben einer Grundvergütung für ihre Leistungen monetär vergütet werden. Die Analysen beschäftigten sich meistens mit zukünftigen wirtschaftlichen, gesellschaftlichen und geopolitischen Trends. Projekte dauern in der Regel zwischen drei und vier Wochen, wobei zwischen 50 und 100 Analysten an einem Projekt arbeiten, meistens nebenberuflich, woraus Berichte für Klienten entstehen, die nicht für die Öffentlichkeit zugänglich gemacht werden. Zu Rekrutierungszwecken führt Wikistrat auch öffentliche Simulationen auf seiner Plattform durch, die sich z. B. mit der zukünftigen Entwicklung eines Landes beschäftigen.

## Geschichte
Das Unternehmen wurde 2010 in Israel von Joel Zamel und Daniel Green gegründet. Nach seinem Studium am Reichman University und der Gründung von Wikistrat Inc. wurde Zamel CEO, während Green Chief Technology Officer wurde. Zamel hat neben Wikistrat mit Psy-Group und White Knight auch noch zwei weitere nachrichtendienstliche Privatunternehmen ins Leben gerufen.
Im Jahr 2010 führte sie eine Simulation des Todes des nordkoreanischen Diktators Kim Jong-il und seiner Folgen für die Zukunft Nordkoreas durch. Kim starb 2011 und Wikistrats Szenarien wurden u. a. von CNN aufgegriffen.
Zwischen Juni und Juli 2011 veranstaltete Wikistrat einen „International Grand Strategy Competition“, bei dem der kollaborative Wettbewerbsansatz des Unternehmens getestet wurde. Mehr als dreißig Teams von Studenten, die verschiedene Universitäten und Think Tanks vertraten, nahmen an dem einmonatigen Wettbewerb teil, bei dem die Teams die zukünftige Entwicklung von dreizehn Ländern simulierten. Dazu gehörten Studenten von u. a. der Georgetown University, der Columbia University, der Yale University und der Oxford University. Das Preisgeld in Höhe von 10.000 US-Dollar gewann das Team der Claremont Graduate University.
Im Januar 2014 sagten Wikistrat-Analysten den Aufstieg einer separatistischen Bewegung auf der Krim voraus, die eine russische Annexion anstreben würde. Die russische Annexion der Krim erfolgte im März 2014, was das digitale Magazin InformationWeek dazu veranlasste zu schreiben, dass Wikistrat „die CIA geschlagen habe“.
Im Jahr 2015 verbrachte Zamels Unternehmen Wikistrat eine Woche damit, Szenarien mit der Bezeichnung Cyber Mercenaries Project durchzuspielen, wie eine Kampagne zur Beeinflussung der US-Wahl 2016 durch russische Cyber-Akteure aussehen könnte. Donald Trump Jr. traf sich im August 2016 mit Zamel, George Nader und Erik Prince im Trump Tower. Berichten zufolge beinhaltete ihr Gespräch ein Angebot von Zamel für eine Manipulation der sozialen Medien zugunsten Trumps. Nach der Wahl Trumps begann Zamers Psy Group eine Partnerschaft mit Cambridge Analytica, das Trump durch Mikrotargeting bei seinem Wahlsieg geholfen hatte. 2018 wurde Zamel von Sonderermittler Robert Mueller befragt, der die russische Einflussnahme auf den US-Wahlkampf 2016 untersuchte.
Der Jahresumsatz des Unternehmens überstieg im Oktober 2019 100 Millionen US-Dollar.
2019 gab Wikistrat zu, dass Jamal Khashoggi vor seinem Tod für das Unternehmen tätig gewesen war, was es zuerst abgestritten hatte. Laut der New York Times traf sich der Wikistrat-Gründer Zamel Anfang 2017 mit General Ahmad Asiri, dem saudischen General, der die Ermordung Khashoggis im saudischen Generalkonsulat 2018 angeordnet hatte, sowie mit dem Trump-Berater Michael Flynn, um verdeckte Operationen zur Destabilisierung des Iran zu besprechen. Eines der Themen, die bei diesen Treffen besprochen wurden, war der Einsatz verdeckter Operationen zur Ermordung von saudischen Dissidenten. Laut seinen Anwälten lehnte Zamel das Angebot ab, an „tödlichen Operationen“ teilzunehmen.